# Otto Pieper
Heinrich-Otto Pieper (Altona, 1881 - Hamburg, 1968) was een Duits kunstschilder.

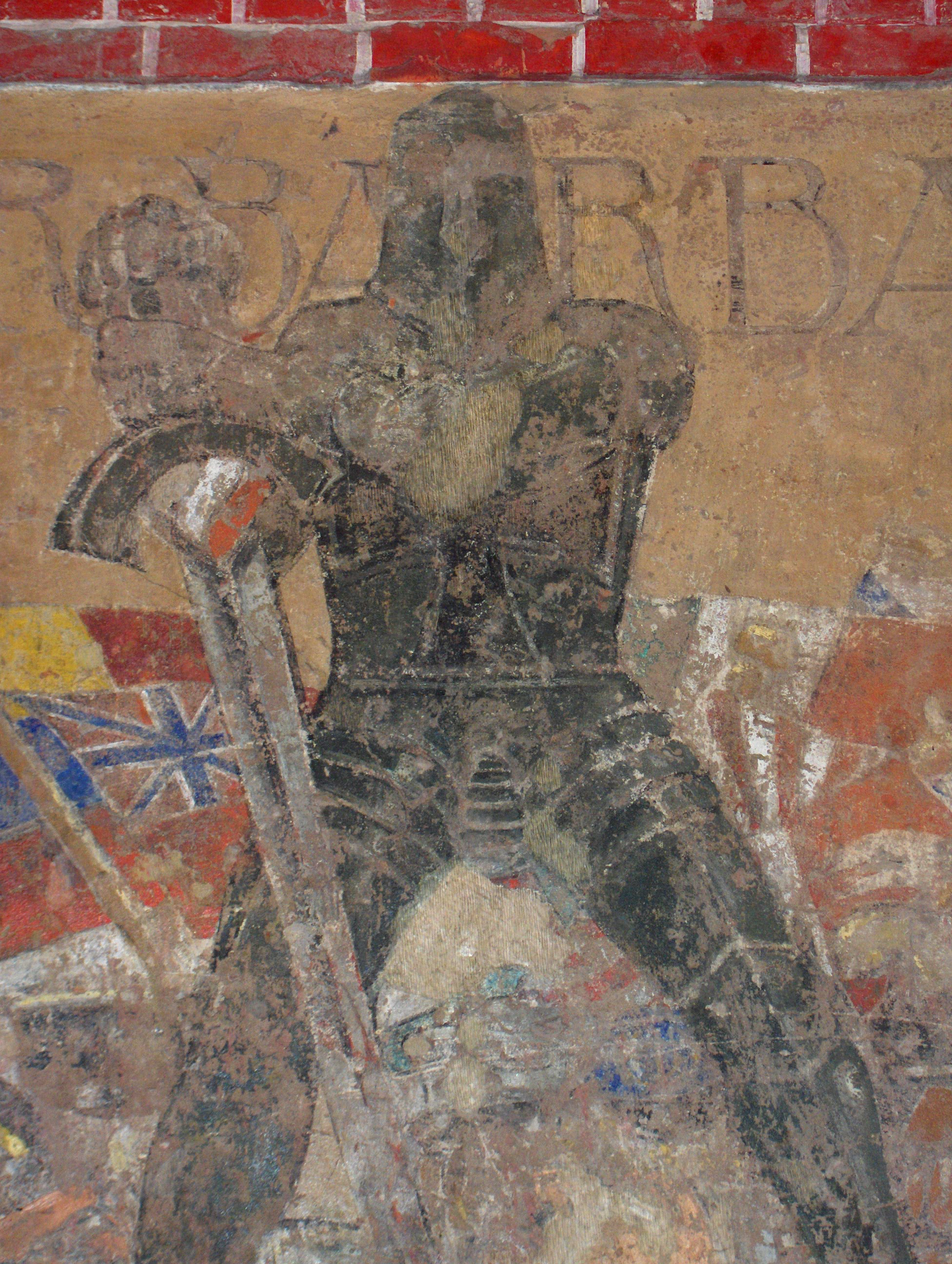
"Der Barbar", fresco in het Fort Napoleon, Oostende

Hij studeerde aan de Academie in Stuttgart bij R. Pötzelberger en C. Grethe. Hij vervolmaakte zich in Parijs in het atelier van William Bouguereau. Hij woonde en werkte in Hamburg. Pieper schilderde onder meer genrestukken, stillevens, architecturale zichten, landschappen, zee- en strandtaferelen. Voor en na de Eerste Wereldoorlog nam hij geregeld deel aan de tentoonstellingen van het Kunstverein in Hamburg. 

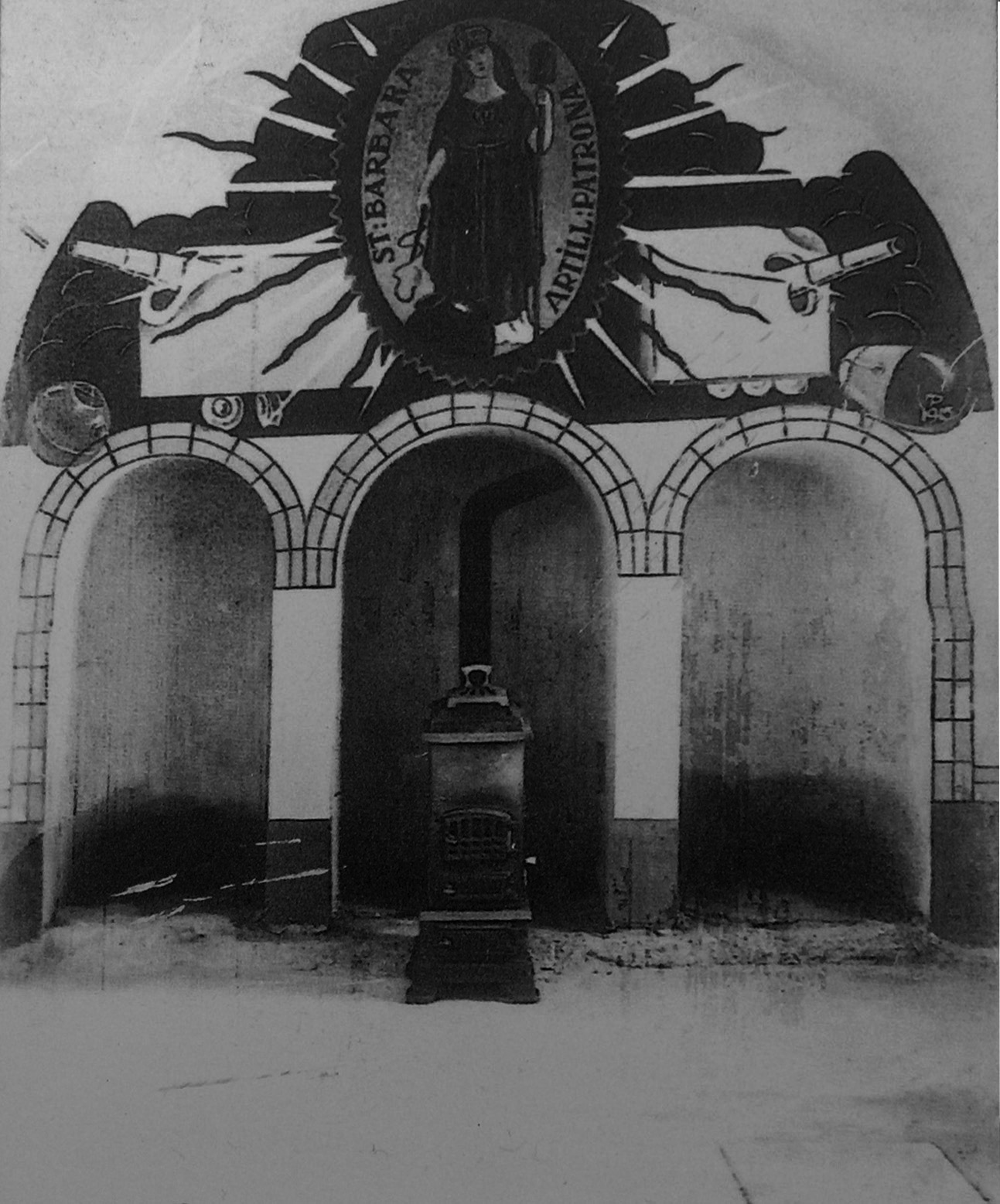
"H. Barbara, omgeven door kanonnen van de Hindenburg batterij", fresco in het Fort Napoleon, Oostende

Tijdens de Eerste Wereldoorlog verbleef hij in militaire dienst in Oostende. In het Fort Napoleon aldaar, dat als een soort mess voor de Duitse officieren was ingericht, schilderde hij enkele fresco's. Het ene, boven een haard, is de voorstelling van een Teutoonse ridder en kreeg de naam "Der Barbar". Het andere, rond een deuropening, is een soort pastiche op het thema van de Bremer Stadsmuzikanten en stelt de door dieren gesymboliseerde geallieerde landen voor versus het Duitse rijk. Een derde stelde de H. Barbara voor. De fresco's werden tijdens het interbellum gerestaureerd door Gustaaf Van Heste maar zijn nu weer in uiterst slechte staat.

## Musea
- Barmen
- Hamburg, Kunsthalle
- Hamburg, Museum für Hamburgische Geschichte